# 孝睦皇后
王皇后（生年不详—21年）王莽的妻子，本是宜春侯王咸之女。
史书没有记载王氏的生年。生子王宇、王获、王安、王临，至少有一女黃皇室主（即孝平皇后王氏）。王莽在公元9年建立新朝以后，王氏被立为皇后。为免同姓婚姻之嫌，她的家族改为宜春氏。
因长子王宇、次子王獲、四子王臨均被王莽逼死，女儿年轻守寡等种种家庭不幸而哭泣失明。21年，王皇后去世。谥號孝睦皇后。
| 前任： 汉朝皇后 王皇后 | 新朝皇后 | 繼任： 史皇后 |